# 德克薩斯州三角地帶
德州三角地帶（英語：Texas Triangle）是美國的一个城市群，得名于德州的三个最大的都会区达拉斯、休斯敦和圣安东尼奥和将它们两两相连的45號州際公路、10號州際公路以及35號州際公路形成的三角形。根據美國人口普查局的定义，“城市群”比一般“都會區”大。

## 概述
德州三角地帶擁有全美20個最大城市中的五個，並且逾70%德州人（约13,800,000人）都居住於這個三角地帶中。據估計，至21世紀中叶，德州三角地帶的人口將會上升65%，即增加1000萬人。這樣一來，德州三角地帶便佔有全德州人口的78%了。從當地居民的角度來說，德州三角地帶就是德州本身。而美國2050項目則將德州三角地帶定義為特大城市群。
德州三角地帶又名德州新月地帶。弗吉尼亞理工大學大都會研究所的羅伯特·朗博士確定了達拉斯 - 沃思堡是德州三角地帶中最早的都會區。美國2050項目於2009年9月24至25日期間於休斯頓開了一個關於德州三角地帶前途的會議。

## 地理
德州三角地帶總面積約為60,000-平方英里（160,000-平方），並且擁有整個州中大部份最大的城市和都會區，以及約1300萬人口，即整個州的75%人口。德州三角地帶的人口和佛罗里达州人口相若，而面積則與乔治亚州相若。
位於得克薩斯州內的的其他大型都會區分別有科珀斯克里斯蒂、艾爾帕索、拉巴克、米德蘭、阿比林、聖安吉洛、拉雷多、阿馬里洛。

### 三角形
德州三角形的三個頂點城市分別是休斯頓、聖安東尼奧、和達拉斯以及其附近的沃思堡（两座城市形成一个大都会区），此外德克萨斯州州府、第四大城市奧斯丁亦位于此三角形区域的圣安东尼奥的顶点附近。而德州三角地帶亦可被細分為12個都會區。德州三角地帶總共覆蓋66個縣。但是，位於休斯頓東方的博蒙特亦。有時候被納入德州三角地帶。而德州三角地帶的中央為伯利森郡。
根據德克薩斯州大學奧斯汀分校可持续发展中心研究指出，得州三角形的三邊長度分別為271、198和241英里。

## 主要都會區
| 排名 | 都會區                 | 主要城市   | 其他城市                                              | 2009年人口統計 | 照片 |
| ---- | ---------------------- | ---------- | ----------------------------------------------------- | -------------- | ---- |
| 1    | 达拉斯 - 沃斯堡都會區  | 达拉斯     | 沃思堡 阿靈頓 普萊諾 歐文 卡羅爾頓 登頓 理查森 麥金尼 | 6,731,317      |      |
| 2    | 大休斯敦               | 休斯敦     | 貝敦 舒格蘭 加爾維斯敦                                | 6,191,434      |      |
| 3    | 大聖安東尼奧           | 聖安東尼奧 | 新布劳恩费尔斯                                        | 2,194,927      |      |
| 4    | 大奥斯汀               | 奧斯丁     | 圆石市 圣马科斯                                       | 1,705,075      |      |
| 5    | 基林-谭布-胡德堡都會區 | 基林       | 谭布 胡德堡                                           | 379,231        |      |
| 6    | 麥克倫南都會區         | 韋科       |                                                       | 234,906        |      |
| 7    | 布莱恩 - 学院站都會區  | 布賴恩     | 大學城                                                | 228,660        |      |
| 8    | 亨茨维尔都會區         | 亨茨维尔   |                                                       | 67,861         |      |
| 9    | 科西卡纳都會區         | 科西卡纳   |                                                       | 47,735         |      |
| 10   | 布伦纳姆都會區         | 布伦纳姆   |                                                       | 33,718         |      |
|      | 德州三角地帶主要城市   | 全部       | 全部                                                  | 17,814,864     |      |

## 外部連結
- America2050.org （页面存档备份，存于）
- Texasplex.com （页面存档备份，存于）

30°40′N 96°50′W / 30.66°N 96.84°W